# Soul'd Out
Soul'd Out (geralmente estilizado como SOUL'd OUT) foi um trio de hip hop japonês , composto por Diggy-MO' (MC), Bro.Hi (MC/BeatBoxer) e Shinnosuke (DJ). Seu nome é um acrônimo para as palavras em inglês "alma" e "esgotado", e o grupo é muitas vezes referido por suas iniciais, S.O. Em 30 de janeiro de 2014, o grupo anunciou no Facebook que a banda iria se dissolver após seu último álbum de estúdio, To From, que foi lançado em 9 de abril de 2014.

## Membros
Diggy-MO' (ディギー・モー)
Diggy-MO', o MC, foi treinado recebendo instrução de piano clássico antes de formar um grupo de hip-hop no ensino médio. Ele frequentou uma faculdade de artes plásticas, se formando em gráficos, mas continuou a fazer música. Em Soul'd Out, ele co-escreveu as letras com Bro.Hi, compôs e arranjou algumas das faixas da banda. Ele muitas vezes canta além do rap, particularmente em seu material solo, que é menos voltado para o hip-hop do que o trabalho do SOUL'd OUT.
Ele lançou seu primeiro single solo, Bakusou Yume Uta em 26 de novembro de 2008. A canção foi usada como o terceiro tema de encerramento no anime Soul Eater. Seu primeiro álbum solo, Diggyism, foi lançado em 25 de março de 2009. Seu último single solo antes de se reunir com o SOUL'd OUT foi Stay Beautiful, lançado em 12 de maio de 2010 e usado como o vigésimo terceiro tema de encerramento para a série de anime Bleach. Ele posteriormente lançou o álbum Diggyism II em 7 de julho de 2010.
Bro.Hi (ブラザー・ハイ)
Bro.Hi foi o beatboxer e rapper do grupo, ele também co-escreveu as letras. Ele já havia tocado bateria em uma banda enquanto estava no ensino médio, mas se interessou pelo beatboxing humano depois de ouvir The Roots.
Bro.Hi formou um grupo de rock, EdgePlayer, com o também DJ e rapper Kay. Seu primeiro mini-álbum foi chamado In Humanity, seguido por seu primeiro single, Nagarete, lançado em 2 de setembro de 2009, e um segundo álbum chamado Twisted, lançado em 21 de julho de 2010.
Shinnosuke (シンノスケ)
Shinnosuke foi o DJ do grupo, co-escreveu a música do grupo com Diggy-Mo e contribuiu para os arranjos como produtor. Ele lançou um álbum solo sob o nome S'capade em 6 de junho de 2010.
Membros de apoio
DJ Mass（ディージェイ・マス）
Embora não seja um membro oficial do S.O, ele gravou a maioria de suas músicas e participou de performances ao vivo, então Diggy-MO' o descrevia como "o quarto membro do S.O". Além das atividades na banda, ele também forneceu a música para o jogo de música beatmania IIDX (uma franquia da Konami de jogos que simulam o trabalho de DJs).
JUNKOO（ジュンコー）
Responsável pelos teclados. Aprendeu piano clássico desde cedo. Ele participou do remix de Entakuno Kishi (円卓の騎士) gravado no primeiro álbum. Ele é tão talentoso que Diggy-MO' dizia: "Não acho que haja um pianista melhor". Ele também compôs e arranjou para o trabalho solo de Diggy-MO.
TeddyLoid（テディロイド）
Ele é DJ. Desde seu revival, ele substituiu DJ Mass como membro ao vivo. No meio da carreira solo de Diggy-MO, o número de apresentações ao vivo aumentou, e mesmo depois que foi revivido como SOUL'd OUT, continuou essa tendência. Diggy-MO' o chamava de "Mr. Genius" e mostrava seu talento mesmo tão jovem.

## Discografia

### Álbuns de estúdio
| Ano  | Detalhes                                                                            |
| ---- | ----------------------------------------------------------------------------------- |
| 2003 | SOUL'd OUT - Publicado em: 27 de agosto de 2003 - Gravadora: SME Records            |
| 2005 | To All Tha Dreamers - Publicado em: 2 de fevereiro de 2005 - Gravadora: SME Records |
| 2006 | ALIVE - Publicado em: 8 de março de 2006 - Gravadora: SME Records                   |
| 2008 | ATTITUDE - Publicado em: 23 de janeiro de 2008 - Gravadora: SME Records             |
| 2012 | so_mania - Publicado em: 29 de agosto de 2012 - Gravadora: SME Records              |
| 2014 | To From - Publicado em: 9 de abril de 2014 - Gravadora: SME Records                 |

### Singles
| Ano  | Detalhes                                                                                             |
| ---- | --- |
| 2003 | «Wekapipo» - Publicado em: 22 de janeiro de 2003 - Gravadora: SME Records                            |
| 2003 | «Flyte Tyme» - Publicado em: 9 de abril de 2003 - Gravadora: SME Records                             |
| 2003 | «Dream Drive» / «Shut Out» - Publicado em: 9 de julho de 2003 - Gravadora: SME Records               |
| 2003 | «Love, Peace & Soul» - Publicado em: 19 de novembro de 2003 - Gravadora: SME Records                 |
| 2004 | «1,000,000 MONSTERS ATTACK» - Publicado em: 21 de abril de 2004 - Gravadora: SME Records             |
| 2004 | «Magenta Magenta» - Publicado em: 14 de julho de 2004 - Gravadora: SME Records                       |
| 2004 | «BLUES» - Publicado em: 3 de novembro de 2004 - Gravadora: SME Records                               |
| 2005 | «To All Tha Dreamers» - Publicado em: 1 de janeiro de 2005 - Gravadora: SME Records                  |
| 2005 | «Iruka» - Publicado em: 31 de agosto de 2005 - Gravadora: SME Records                                |
| 2005 | «ALIVE» - Publicado em: 7 de dezembro de 2005 - Gravadora: SME Records                               |
| 2006 | «Tokyo Tsūshin ~Urbs Communication~» - Publicado em: 8 de fevereiro de 2006 - Gravadora: SME Records |
| 2006 | «Catwalk» - Publicado em: 26 de abril de 2006 - Gravadora: SME Records                               |
| 2006 | «Starlight Destiny» - Publicado em: 27 de setembro de 2006 - Gravadora: SME Records                  |
| 2007 | «Grown Kidz / Voodoo Kingdom» - Publicado em: 21 de fevereiro de 2007 - Gravadora: SME Records       |
| 2007 | «MEGALOPOLIS PATROL» - Publicado em: 5 de setembro de 2007 - Gravadora: SME Records                  |
| 2007 | «TONGUE TE TONGUE» - Publicado em: 3 de outubro de 2007 - Gravadora: SME Records                     |
| 2007 | «COZMIC TRAVEL» - Publicado em: 28 de novembro de 2007 - Gravadora: SME Records                      |
| 2011 | «and 7» - Publicado em: 27 de abril de 2011 - Gravadora: SME Records                                 |
| 2012 | «SUPERFEEL» - Publicado em: 25 de abril de 2012 - Gravadora: SME Records                             |
| 2012 | «Singin' My Lu» - Publicado em: 1 de agosto de 2012 - Gravadora: SME Records                         |

## Remixes
| Ano                   | Nome do Álbum       |
| --------------------- | ------------------- |
| 12 de janeiro de 2003 | Movies&Remixies     |
| 5 de janeiro de 2005  | Movies&Remixies 2   |
| 6 de janeiro de 2006  | Remixies&Outside    |
| 7 de janeiro de 2008  | Movies & Remixies 4 |
| 23 de janeiro de 2013 | Remixies V          |

## Shows para DVD
- Tour 2003 "Dream'd Live" - lançado em 25 de fevereiro de 2004
- Tour 2005 "To All Tha Dreamers" - lançado em 14 de setembro de 2005
- Tour 2007 "Single Collection" Live at Nihon Budokan - lançado em 18 de julho de 2007
- Tour 2008 "Attitude" - lançado em 30 de julho de 2008 (Realizado em 23 de abril de 2008, no JCB Hall, Tokyo Dome City, o DVD ao vivo「Tour 2008 "Attitude"」cobre a performance final de sua turnê no Japão)